# 陳禮 (永樂進士)
陳禮（1382年—？），字正言，江西吉安府泰和縣千秋縣二十七都人，明朝政治人物。進士出身。

## 生平
江西鄉試一百四十八名。永樂十年（1412年）壬辰科會試七十一名，殿試登進士第二甲第三十六名。

## 家族
曾祖父陳存道。祖父陳渙彰。父亲陳士悅。